# 2007年全日本綜合羽毛球錦標賽
2007年全日本綜合羽毛球錦標賽（日語：平成19年度全日本総合バドミントン選手権大会），為第61屆全日本綜合羽毛球錦標賽，是日本國內最高級別的羽毛球比賽。本屆賽事於2007年11月14日-18日在日本東京都国立代代木競技場第二体育館舉行。

## 項目獎牌榜
以下為各項目的優勝者及其所屬團體名單：
| 項目     | 金牌                                       | 银牌                            | 铜牌                                              |
| 男子單打 | 佐佐木翔（北都銀行）                       | 佐藤翔治（NTT東日本）           | 井上知也（日本UNISYS）                            |
| 男子單打 | 佐佐木翔（北都銀行）                       | 佐藤翔治（NTT東日本）           | 竹村純（JR北海道）                                |
| 女子單打 | 今別府香里（三洋電機）                     | 後藤愛（NTT東日本）             | 梅津知惠（茨城トヨペット）                        |
| 女子單打 | 今別府香里（三洋電機）                     | 後藤愛（NTT東日本）             | 樽野惠（NTT東日本）                               |
| 男子雙打 | 川口馨士 川前直樹（NTT東日本）             | 舛田圭太 大束忠司（Tonami運輸） | 坂本修一 池田信太郎（日本UNISYS）                 |
| 男子雙打 | 川口馨士 川前直樹（NTT東日本）             | 舛田圭太 大束忠司（Tonami運輸） | 數野健太 早川賢一（日本大学）                     |
| 女子雙打 | 小椋久美子 潮田玲子（三洋電機）            | 末綱聰子 前田美順（NEC九州）    | 多谷郁惠 脇坂郁（三洋電機）                       |
| 女子雙打 | 小椋久美子 潮田玲子（三洋電機）            | 末綱聰子 前田美順（NEC九州）    | 赤尾亞希 松田友美（YONEX）                        |
| 混合雙打 | 舛田圭太（Tonami運輸） 前田美順（NEC九州） | 松本徹 田井美幸（NTT東日本）    | 清水隆志（鳥取縣体育協会） 日野由希江（廣島ガス） |
| 混合雙打 | 舛田圭太（Tonami運輸） 前田美順（NEC九州） | 松本徹 田井美幸（NTT東日本）    | 天野真一（NTTソルコ） 服部麻衣（七十七銀行）      |